# Léonard Kasanda Lumembu
Léonard Kasanda Lumembu C.I.C.M. (* 12. April 1936 in Mikalayi) ist ein kongolesischer Geistlicher und emeritierter Bischof von Luiza.

## Leben
Léonard Kasanda Lumembu trat der Ordensgemeinschaft der Kongregation vom Unbefleckten Herzen Mariens bei und empfing am 2. August 1964 die Priesterweihe.
Papst Johannes Paul II. ernannte ihn am 3. April 1998 zum Bischof von Luiza. Die Bischofsweihe spendete ihm der Apostolische Nuntius in der Demokratischen Republik Kongo, Faustino Sainz Muñoz, am 26. Juli desselben Jahres; Mitkonsekratoren waren Frédéric Kardinal Etsou-Nzabi-Bamungwabi C.I.C.M., Erzbischof von Kinshasa, und Godefroid Mukeng’a Kalond C.I.C.M., Erzbischof von Kananga.
Papst Franziskus nahm am 3. Januar 2014 sein altersbedingtes Rücktrittsgesuch an.